# Lijst van spelers van Newcastle United FC
Deze lijst omvat voetballers die bij de Engelse voetbalclub Newcastle United FC spelen of gespeeld hebben. De spelers zijn alfabetisch gerangschikt.

## A
- Patrick van Aanholt
- Clarence Acuña
- William Agnew
- Phil Airey
- Andrew Aitken
- Billy Aitken
- Roy Aitken
- Philippe Albert
- Stuart Alderson
- Ivor Allchurch
- Geoff Allen
- Malcolm Allen
- Joe Allon
- Darren Ambrose
- Sammy Ameobi
- Shola Ameobi
- Bobby Ancell
- John Anderson
- Stan Anderson
- Andreas Andersson
- Vurnon Anita
- Benny Arentoft
- Paul Arnison
- Billy Askew
- Faustino Asprilla
- Christian Atsu
- John Auld

## B
- Demba Ba
- Celestine Babayaro
- Phil Babb
- John Bailey
- Ian Baird
- Mickey Barker
- John Barnes
- Paul Barrett
- Stewart Barrowclough
- David Barton
- Joey Barton
- Warren Barton
- Christian Bassedas
- Sébastien Bassong
- David Batty
- Peter Beardsley
- Dave Beasant
- David Beharall
- Craig Bellamy
- Emre Belözoğlu
- Hatem Ben Arfa
- John Beresford
- Olivier Bernard
- Leon Best
- Habib Beye
- John Blackley
- Paul Bodin
- Pablo Bonvín
- Sven Botman
- Jean-Alain Boumsong
- Lee Bowyer
- Jimmy Boyd
- Paul Bracewell
- Garry Brady
- Jonathan Brain
- Titus Bramble
- Paul Brayson
- Frank Brennan
- Michael Bridges
- Martin Brittain
- Ivor Broadis
- John Brownlie
- Alwyn Burton
- Nicky Butt

## C
- Yohan Cabaye
- Caçapa
- Tony Caig
- Gary Caldwell
- Steven Caldwell
- Sol Campbell
- Franz Carr
- Jack Carr
- Stephen Carr
- Andy Carroll
- Thommy Casey
- Tommy Cassidy
- William Chalmers
- Laurent Charvet
- Zoerab Chizanisjvili
- Michael Chopra
- Papiss Cissé
- Frank Clark
- Lee Clark
- Ray Clarke
- Andy Cole
- Adam Collin
- Fabricio Coloccini
- Lucas Cominelli
- James Coppinger
- Daniel Cordone
- Carl Cort
- John Cowan
- William Cowan
- Dave Craig
- Tommy Craig
- Jim Crawford

## D
- Nikolaos Dabizas
- Paul Dalglish
- Frank Danquah
- Reg Davies
- Wyn Davies
- Mathieu Debuchy
- Lamine Diatta
- Kevin Dillon
- Sylvain Distin
- Didier Domi
- Ryan Donaldson
- Angus Douglas
- Damien Duff
- Franck Dumas
- Scott Duncan
- Edwin Dutton
- Kieron Dyer

## E
- David Edgar
- Rob Elliot
- Robbie Elliott
- José Enrique
- Thomas Evans

## F
- David Fairhurst
- Justin Fashanu
- Abdoulaye Faye
- Amdy Faye
- Les Ferdinand
- Duncan Ferguson
- Shane Ferguson
- Alan Foggon
- Fraser Forster
- William Foulkes
- Ruel Fox
- Fumaca

## G
- Hugh Gallacher
- Kevin Gallacher
- David Gardner
- Paul Gascoigne
- Kris Gate
- Diego Gavilán
- Howard Gayle
- Tommy Gaynor
- Georgios Georgiadis
- Geremi
- Tommy Gibb
- Keith Gillespie
- David Ginola
- Shay Given
- Stephen Glass
- Paul Goddard
- Alain Goma
- Nacho González
- Dan Gosling
- Albert Gosnell
- Yoan Gouffran
- Alan Gowling
- Anthony Green
- Andy Griffin
- Bjarni Guðjónsson
- Stéphane Guivarc'h
- Steve Guppy
- Danny Guthrie
- Jonás Gutiérrez
- Lewis Guy

## H
- Fitz Hall
- Dietmar Hamann
- Derrick Hamilton
- Billy Hampson
- Marlon Harewood
- Mick Harford
- Steve Harper
- Neil Harris
- Joe Harvey
- James Hay
- Hélder
- George Heslop
- Terry Hibbit
- Alex Higgins
- Jack Hill
- Jimmy Hill
- Shaka Hislop
- Trevor Hockey
- David Hollins
- Marc Hottiger
- Steve Howey
- James Howie
- Darren Huckerby
- Francis Hudspeth
- Aaron Hughes
- Robin Hulbert
- Andrew Hunt
- Paul Huntington
- Duncan Hutchison

## I
- Bradden Inman
- Stephen Ireland
- Steven Istead

## J
- Darren Jackson
- Michael Jeffrey
- Jermaine Jenas
- Ronny Johnsen
- Mike Johnson
- Siem de Jong

## K
- Tamás Kádár
- John Karelse
- Kevin Keegan
- Ralf Keidel
- Dick Keith
- David Kelly
- Robert Kelso
- Joe Kendrick
- Alan Kennedy
- Brian Kerr
- Temoeri Ketsbaia
- Matthew Kingsley
- Paul Kitson
- Patrick Kluivert
- Paul Knight
- Bjørn Kristensen
- Tim Krul
- Shefki Kuqi

## L
- James Lawrence
- Rob Lee
- Wilfrid Low
- George Lowrie
- Peter Løvenkrands
- Kazenga LuaLua
- Lomana LuaLua
- Albert Luque

## M
- Malcom MacDonald
- Gavin Maguire
- Lee Makel
- Silvio Maric
- Mick Martin
- Obafemi Martins
- Sylvain Marveaux
- Jamie McClen
- Robert McColl
- Andrew McCombie
- Bill McCracken
- David McCreery
- Terry McDermott
- Malcolm McDonald
- Rob McDonald
- Iam McFaul
- Thomas McInnes
- Robert McKay
- Rob McKinnon
- Alf McMichael
- Peter McWilliam
- Gary Megson
- Jackie Milburn
- James Milner
- David Mitchell
- Robert Mitchell
- Bobby Moncur
- Craig Moore

## N
- Charles N'Zogbia
- Kevin Nolan

## O
- Alan O'Brien
- Andy O'Brien
- Liam O'Brien
- Michael O'Neill
- Gabriel Obertan
- Richard Offiong
- Oguchi Onyewu
- Bradley Orr
- Ronald Orr
- Michael Owen

## P
- Fabrice Pancrate
- Nicky Papavasiliou
- Scott Parker
- Andrew Parkinson
- Bill Paterson
- Matty Pattison
- Darren Peacock
- Gavin Peacock
- Stuart Pearce
- Tommy Pearson
- James Perch
- Frank Pingel
- Alessandro Pistone
- Kevin Pugh

## Q
- Wayne Quinn

## R
- Peter Ramage
- Nile Ranger
- Ray Ranson
- Brian Reid
- James Richardson
- Michael Richardson
- Laurent Robert
- John Robertson
- Mark Robinson
- Paul Robinson
- Eduard Robledo
- Jorge Robledo
- Bryan Robson
- Keith Robson
- Eric Ross
- Giuseppe Rossi
- Wayne Routledge
- David Rozehnal
- Ian Rush
- John Rutherford

## S
- Louis Saha
- Henri Saivet
- Kenny Sansom
- Davide Santon
- Albert Scanlon
- Jimmy Scott
- Scott Sellars
- Carl Serrant
- Alan Shearer
- Kevin Sheedy
- Jonjo Shelvey
- Albert Shepherd
- Antoine Sibierski
- Marcelino Elena Sierra
- Danny Simpson
- Ronnie Simpson
- Jackie Sinclair
- Alan Smith
- Jimmy Smith
- Daryl Smylie
- Ole Söderberg
- Nolberto Solano
- Gary Speed
- Finlay Speedie
- Charles Spencer
- Pavel Srnicek
- Ian Stewart
- Jimmy Stewart

## T
- James Tavernier
- Ryan Taylor
- Steven Taylor
- Bobby Templeton
- David Terrier
- Martin Thomas
- Alan Thompson
- Andy Thorn
- Brian Tinnion
- Cheik Tioté
- Jon Dahl Tomasson
- Ivan Toney
- Ben Tozer
- James Troisi
- Liam Tuohy

## U
- Tom Urwin

## V
- Colin Veitch
- Barry Venison
- Hugo Viana
- Mark Viduka
- Haris Vučkić

## W
- Chris Waddle
- Andy Walker
- Steve Watson
- Sam Weaver
- Ronald Williams
- Mike Williamson
- George Wils
- Douglas Wright
- Tommy Wright

## X
- Xisco

## Z
- Calvin Zola